# 長内真実
長内 真実（おさない まみ、1984年8月19日 - ）は、競技麻雀のプロ雀士である。北海道出身。日本プロ麻雀連盟所属東京本部所属（2022年9月現在同団体内での段位は三段）。

## 略歴
- 24期生としてプロデビュー[3]。
- 三重テレビ「小島武夫の実戦リーチ麻雀」の予選シリーズで蒼井ゆりか、中川由佳梨、小島武夫を相手に大差をつけて優勝。
- シーエスGyaO「天空麻雀5」で優勝[4]。
- 「麻雀 BATTLE ROYAL」や「麻雀格闘倶楽部〜雲蒸龍変」などでインタビュアーを務めるなどアシスタントとしての役割も多い。
- プロ雀士になる以前、北海道を拠点としたローカルアイドルBtrueの元メンバー

## 出演
- 小島武夫の実戦リーチ麻雀（三重テレビ）
- 天空麻雀（シーエスGyaO）
- 小島武夫の千里眼麻雀（テレビ愛知）